# Gerszi Teréz
Gerszi Teréz (Budapest, 1927. április 21. – 2023. február 23.) Széchenyi-díjas magyar művészettörténész, muzeológus. A Magyar Tudományos Akadémia Művészettörténeti Bizottságának tagja volt.

## Életpályája
1946–1951 között az Eötvös Loránd Tudományegyetem Bölcsészettudományi Kar filozófia-esztétika-művészettörténet szakán tanult. 1951–1979 között a Szépművészeti Múzeumban muzeológusként dolgozik. 1979 óta a múzeum grafikai osztályvezetője volt. 1992-től főmuzeológusként dolgozott, valamint a Belga Királyi Akadémia tagja volt.

### Munkássága
Kutatási területe a 16–17. századi németalföldi rajzművészet; a 16. századi német rajzművészet. Az 1600-as évek körüli művészet II. Rudolf prágai udvarában. Pieter Bruegel hatása a 16–17. századi németalföldi tájképművészetekben.

## Művei
- A magyar kőrajzolás története a XIX. században (1960)
- Bruegel és korának németalföldi festészete (1970)
- Capolavori del rinascimento tedesco (1970)
- Netherlandish Drawings in the Budapest Museum. Sixteenth Century Drawings (1971)
- La Renaissance allemande; Princesse, Paris, 1976 (Dessins et aquarelles des grands maîtres)
- Dessins hollandais et flamands (A németalföldi rajzművészet két évszázada); franciára ford. Arlette Marinie; Siloé–Corvina, Paris–Bp., 1980 (Chefs-d'oeuvre du dessin du Musée des Beaux-Arts, Budapest)
- Paulus van Vianen rajzművészete (1982)
- A németalföldi rajzművészet két évszázada. Válogatott mesterművek a Szépművészeti Múzeum rajzanyagából; 2. jav. kiad.; Corvina, Bp., 1983 (A Szépművészeti Múzeum legszebb rajzai)
- Von Leonardo bis Chagall (társszerző, 1985)
- Zeichnung und Druckgraphik in Prag um 1600 (1988)
- Művészet II. Rudolf prágai udvarában. Rajzok és metszetek a budapesti Szépművészeti Múzeum és bécsi Albertina anyagából; tan. Gerszi Teréz; Magyar Világ, Bp., 1991
- Gerszi Teréz–Gonda Zsuzsa: Nineteenth-century German, Austrian, and Hungarian drawings from Budapest. Exhibition held at Cleveland Museum of Art Cleveland, Ohio, University Art Museum Berkeley, California, Frick Art Museum Pittsburgh, Pennsylvania; angolra ford. Mészáros Viktor; Art Services International, Alexandria, 1994
- Landschaftsdarstellungen und Stadtansichten in Prag (1997)
- Die Zeichenkunst von Jan Brueghel d. A. (1997)
- Dürertől Dalìig. A Szépművészeti Múzeum legszebb rajzai; Karinthy, Bp., 2000 (angolul is)
- A fametszet. Szépművészeti Múzeum, Budapest. 2002. július 4–2003. január 5.; szerk. Gerszi Teréz, Bodnár Szilvia; Szépművészeti Múzeum, Bp., 2004 (A sokszorosított grafika története)
- Seventeenth Century Dutch and Flemish Drawings in the Budapest Museum of Fine Arts. A Complete Catalogue; Szépművészeti Múzeum, Bp., 2005
- Dürertől Dalíig. A Szépművészeti Múzeum legszebb rajzai; Karinthy–Anno, Bp., 2005
- Rembrandt 400. Rézkarcok és rajzok. Szépművészeti Múzeum, Budapest, 2006. június 29–szeptember 25. Etchings and drawings. Museum of Fine Arts, Budapest, 29 June–25 September 2006; Szépművészeti Múzeum, Bp., 2006
- Mantegnától Hogarthig. A rézmetszés négy évszázadának virtuózai. Szépművészeti Múzeum, Budapest. 2007. szeptember 7–2008. január 27.; szerk. Gerszi Teréz, Bodnár Szilvia; Szépművészeti Múzeum, Bp., 2007 (A sokszorosított grafika története)
- Renaissance et maniérisme aux Pays-Bas. Dessins du Musée des beaux-arts de Budapest. Paris, Musée du Louvre, du 9 octobre 2008 au 12 janvier 2009; Szépművészeti Múzeum, Bp., 2008
- Új szépségeszmény Pieter Bruegel századában. A Szépművészeti Múzeum 16. századi németalföldi rajzai; szöveg Gerszi Teréz, Tóth Bernadett közreműködésével; Szépművészeti Múzeum, Bp., 2012 (angolul is)

## Díjai
- Móra Ferenc-emlékérem (1981)
- Martyn Klára-díj (1992)
- Fülöp Lajos-díj (1998)
- Széchenyi-díj (2008)
- Orania-Nassaui Lovagrend keresztje (2016)[4]